# Дивриї

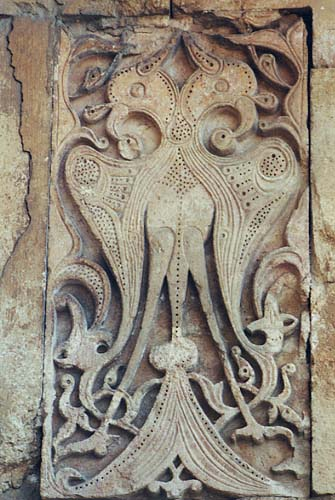
Зображення у вигляді двоголового орла на одній зі стін Великої мечеті

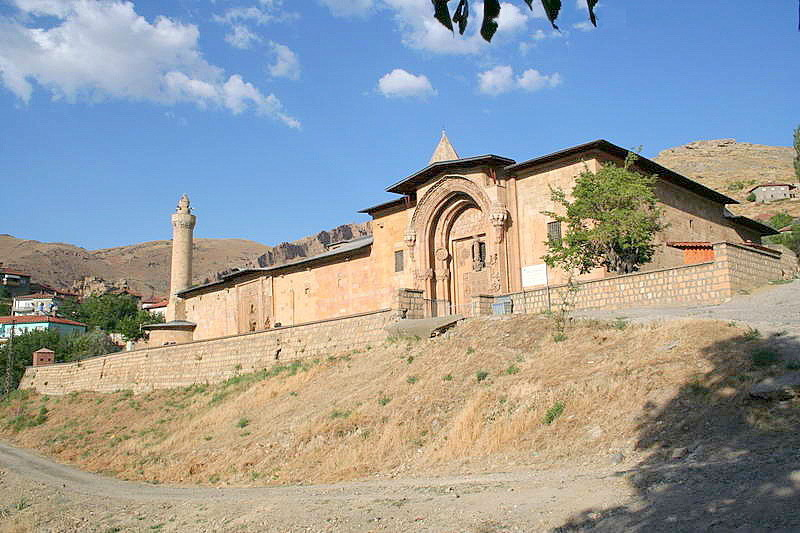
Велика мечеть і лікарня Дивриї

Дивриї, історично Тефріке (тур. Divriği, грец. Τεφρική, вірм. Տեֆրիկե) — місто в центральній частині Туреччини. Згідно з переписом населення, який проводився 2007 році, чисельність населення складає 17 176 чоловік.

## Географія
Розташоване в районі річки Чалтісую, що є притокою Євфрату. Знаходиться на краю родючої улоговини, засипаної різного роду садами, у тому числі і фруктових дерев. На південь від міста є невелика височина, на території якої розташовуються руїни обнесеної муром цитаделі, зведена в XIII столітті. У Дивризі розташований вокзал залізниці Сівас-Ерзурум. З Сівасом пов'язане автомобільною дорогою.

## Історія
Фортеця Тефріка (грец. Τεφρική), що мала можливість дати серйозний опір ворогові, була заснована приблизно в 850 році н. е. релігійним діячем павликіан Карвеєм на території, непідвладній як Візантії, так і Арабському халіфаті. У період перебування при владі Хрісохеріса місту надали статус столиці держави павликіан. У 870 році Тефріку відвідав Петро Сицилійський, у найповнішій мірі описав історію регіону. Після взяття фортеці в 878 році частинами візантійської армії на його території розташувалося управління Клісури Леонтокома (названої в честь імператора Лева VI), приблизно в 940 році призначений адміністративним центром феми.
У 1019 році за входження земель, що належали синові останнього царя Васпуракану Сенекеріма Арцруні, до складу Візантійської імперії його призначили правителем міста. У 1068 році Тефріку, яка перебувала в руках турків-сельджуків, зайняли візантійські війська під командуванням імператора Романа IV.
Однак в ході битви біля Манцикерту в 1071 Дивригі знову перейшов під контроль туркмен і увійшов до складу держави Данішмендиди. У XII-XIII століттях в Дивригі одними з перших були зведені будівлі в османському архітектурному стилі, у тому числі в 1229 році низка споруд, в 1985 році включених в список Всесвітньої спадщини ЮНЕСКО. У другій половині XIII століття піддався розграбуванню з боку монголів, у результаті чого влада Данішмендиди в місті впала. У 1516 місто увійшло до складу Османської імперії. Велика мечеть і лікарня у Дивриї - яскравий приклад сельджуцької архітектури.
В даний час збереглися лише руїни кріпосних стін, споруджених в період існування Візантії.

## Економіка
У Дивризі відбувається видобуток більшої частини залізної руди Республіки Туреччина, яка транспортується в Карабюк і Ереглі, розташованих в 900 км на північ, у районі Чорного моря, де розташовані підприємства чорної металургії.

## Примітка
1. ↑  Geohive — Turkey population statistics. Архів оригіналу за 3 травня 2015. Процитовано 3 січня 2018.